# Bizánci–perzsa háború (602–628)
A 602 és 628 között vívott bizánci–perzsa háború az utolsó és legpusztítóbb volt a Bizánci Birodalom és a perzsa Szászánida Birodalom közötti fegyveres konfliktusok hosszú sorában. Az előző háborút 591-ben fejezték be, amikor Maurikiosz bizánci császár visszasegítette a lázadók által elűzött II. Huszrau sahot a trónjára. 602-ben Maurikiosz hatalmát megdöntötte a Phókasz vezette felkelés, őt magát pedig kivégezték. Huszrau hadat üzent, formálisan azért hogy megtorolja a császár halálát, gyakorlatilag pedig, hogy visszaszerezze a békeszerződésben elvesztett területeit. A korábbi, többnyire lokális konfliktusokkal ellentétben a háború végül több mint negyed évszázadig húzódott és kiterjedt a Bizánci Birodalom középső és keleti provinciáira, Nyugat-Perzsiára, valamint a kaukázusi vazallus királyságok területére is.
A háború első, 622-ig terjedő szakaszát jelentős perzsa fölény jellemezte; meghódították a Közel-Keletet, Egyiptomot és Kis-Ázsia egyes részeit. A 610-ben sikeres felkeléssel trónra kerülő Hérakleiosz császár súlyos feltételekkel is hajlandó lett volna békét kötni, de Huszrau a további hódítások reményében elutasította. 622-re Hérakleiosznak sikerült megszerveznie az ellentámadást és a határvidékeket feldúlva defenzívába kényszerítette a Szászánidákat. 626-ban a perzsák avar segítséggel megostromolták Konstantinápolyt, hogy kikényszerítsék a megadást, de nem jártak sikerrel. A következő évben Hérakleiosz és türk szövetségesei betörtek Mezopotámiába, a ninivei csatában megtörték a perzsa ellenállást és megközelítették a Szászánidák fővárosát, Ktésziphónt. A perzsa főnemesség fellázadt, elűzték Huszraut és fiát, II. Kavádot helyezték a trónra, aki visszaszolgáltatva valamennyi megszállt területet, azonnal békét kötött a bizánciakkal.
A háború mind emberéletben, mind anyagiakban óriási áldozatokat követelt és mindkét felet végzetesen kimerítette. Így egyikük sem tudott jelentős ellenállást tanúsítani amikor az arab törzseket az iszlám zászlaja alatt egyesítő Mohamed próféta és utódai megtámadták őket. Az egyébként is belpolitikai válsággal küzdő Szászánida Birodalom gyorsan összeomlott és a Bizánci Birodalom is elvesztette közel-keleti és egyiptomi tartományait.

## Előzmények

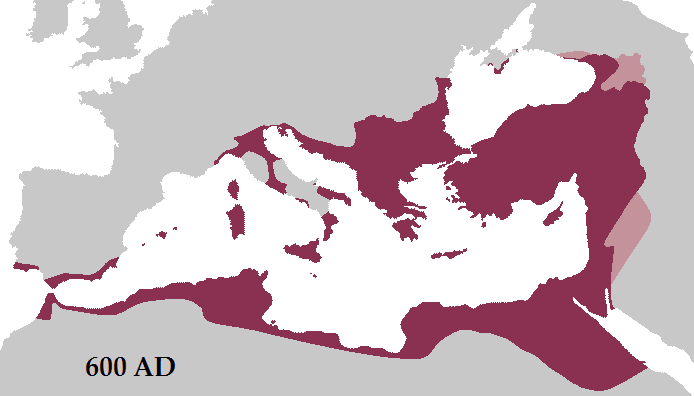
A Bizánci Birodalom a 7. század elején

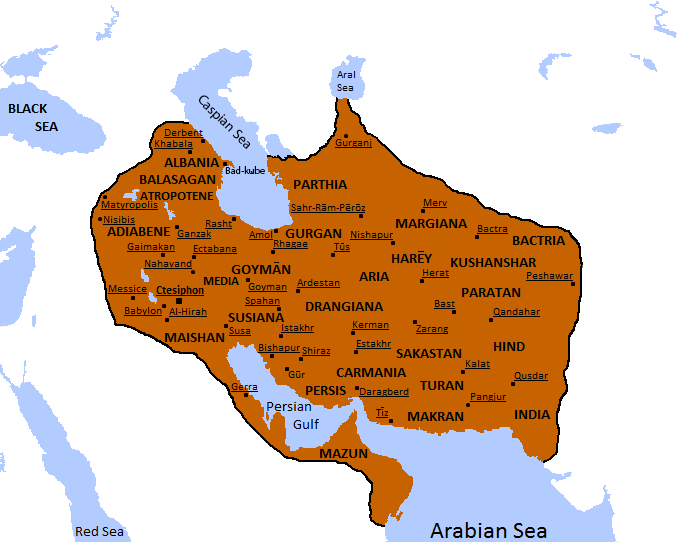
A Szászánida Birodalom a háború előtt

572 és 589 között a Bizánci és Szászánida Birodalmak közel húsz éven át háborúztak, amelyben azonban hamar patthelyzetbe jutottak és a harcok nagyrészt a határvidékre korlátozódtak. 589-ben azonban Bahrám Csóbín perzsa hadvezér fellázadt és ennek hatására palotaforradalom tört ki, meggyilkolták IV. Hurmuz sahot és fiát, II. Huszraut ültették a trónra. Bahrám azonban őt is elűzte, ő pedig a bizánciakhoz menekült. Maurikiosz császár visszasegítette Huszraut Perzsia élére, azonban nagy árat kért érte; az 591-ben megkötött békeszerződésben Mezopotámia északkeleti része, majdnem egész Perzsa-Örményország és a kaukázusi Ibériai Királyság Konstantinápoly fennhatósága alá került. Ezenfelül a bizánciak nem fizették többé adót (amit formálisan az északi nomádok elleni védekezési hozzájárulásnak hívtak) a Szászánidáknak.
Maurikiosz gondjai ezzel nem oldódtak meg, a Balkánon folytatnia kellett a háborúskodást a félszigetet elözönlő avarok és szlávok ellen. A kincstár az évtizedes hadviselés során kiürült, a császár pedig szigorú adópolitikát vezetett be és csökkentette a katonák zsoldját; emiatt négyszer is lázadásra került sor a seregben. Utoljára akkor, amikor 602-ben a császár arra utasította őket, hogy télre is maradjanak az északi barbár vidékeken és zsákmányolják össze maguknak az ellátmányukat. A katonák egyik főtisztjüket, a trákiai Phókaszt kiáltották ki császárrá. A népszerűtlen Maurikiosz ellen a főváros is fellázadt, menekülés közben elfogták és családjával együtt kivégezték.

## A háború kezdete

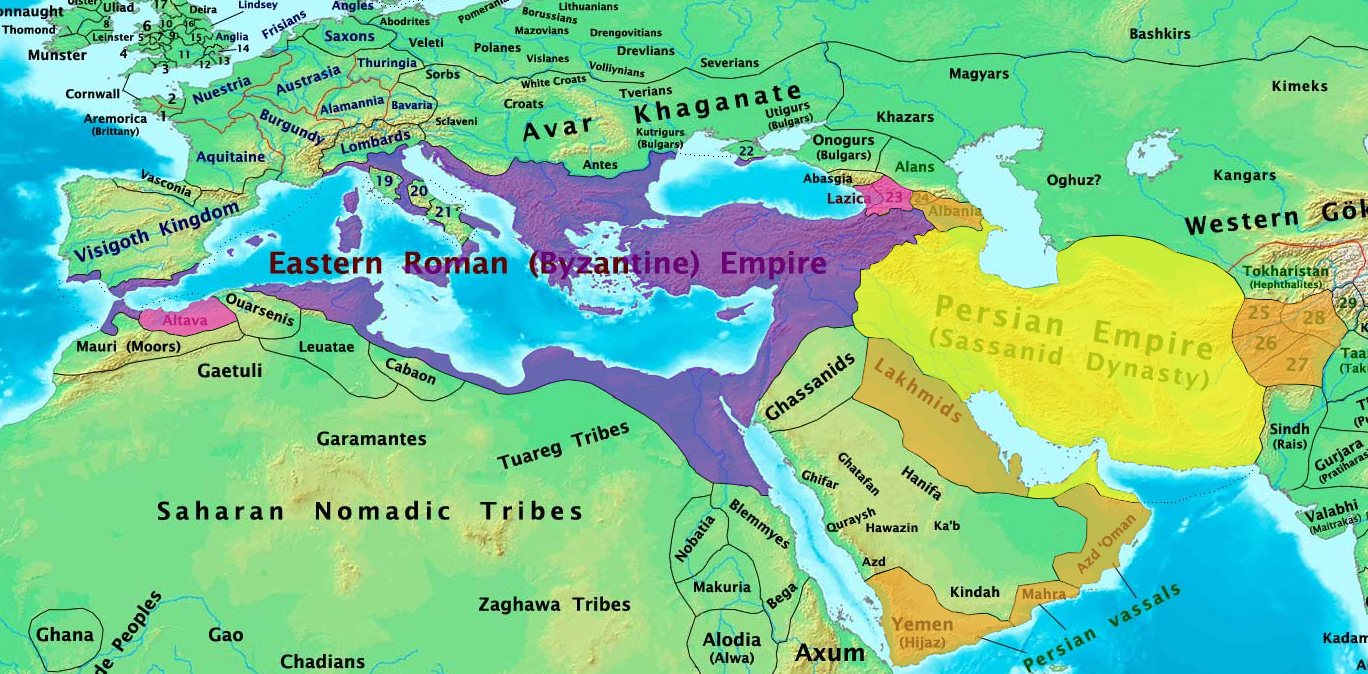
A Bizánci és Szászánida Birodalmak 600-ban

Narszész, Mezopotámia bizánci kormányzója nem ismerte el a trónbitorló Phókaszt, fellázadt és birtokba vette a tartomány legnagyobb városát, Edesszát. Phókasz Germanosz hadvezért küldte ellene, aki ostrom alá vette a várost, mire Narszész a perzsáktól kért segítséget. II. Huszrau kapott az alkalmon, hogy Maurikiosz, "barátja és atyja", megbosszulásának ürügyén visszaveheti Örményországot és Mezopotámiát.
Germanosz elesett a perzsák ellen vívott harcban. Phókasz újabb sereget küldött a perzsák ellen, de Dara, a határvidék kulcsfontosságú erődvárosa mellett vereséget szenvedtek és 605-ben maga a város is elesett. Narszész megpróbált közvetíteni a két hatalom között, de amikor Konstantinápolyba utazott Phókasz elfogatta és élve megégettette. A harctéri kudarcok és Narszész kivégzése (akinek bántatlanságát a császár korábban megígérte) sokat ártott a katonai diktatúrát bevezető Phókasz megítélésnek.

## Hérakleiosz lázadása

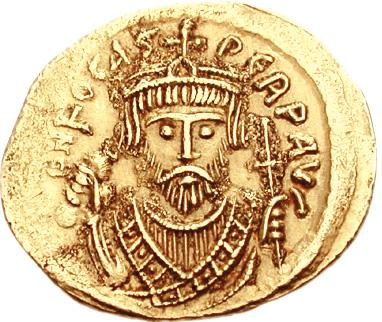
Phókasz császár aranypénze

608-ban az Afrikai Exarchátus kormányzója, Hérakleiosz fellázadt Phókasz ellen; ebben a császár veje, Priszkosz testőrparancsnok is támogatta. Herakleiosz magát és hasonló nevű fiát consulnak nyilvánította (ezzel közvetetten benyújtotta igényét a trónra) és kettejük nevében pénzt is vert.
Ennek hírére felkelések kezdődtek keleten, Szíria és Palaestina Prima tartományokban is. 609-ben (vagy 610-ben) II. Anasztasziosz antiokheiai pátriárka meghalt; állítólag a lázongó zsidók ölték meg, bár hogy a keresztények ellen fogtak-e fegyvert, nem tudjuk. Phókasz Bónosz patriarkoszt nevezte ki a keleti tartományok vezetőjévé (comes Orientis) és megbízta a felkelések leverésével. Eközben Bónosz külön megbüntette a Zöldek pártját (elvben az egyik kocsiversenyző csapat "szurkolói", de politikai szerepük is volt) a zavargásokban való részvételükért.
Hérakliosz egy sereg élén elküldte unokaöccsét, Nikétaszt hogy foglalja el Egyiptomot. Bónosz szembeszállt vele, de Alexandria mellett vereséget szenvedett. Nikétasz 610-re kézre kerítette az egész tartományt és megválasztatta Alamizsnás Jánost alexandriai pátriárkának, így biztosította az egyház támogatását.
Az észak-afrikai felkelők fő serege ezután az ifjabb Hérakliosz vezetésével Konstantinápolyba hajózott. Nem ütközött jelentős ellenállásba és hamarosan a császári testőrség is átállt hozzá. Phókaszt elfogták és Hérakleiosz elé vitték. Utóbbi állítólag ezt kérdezte tőle: "Hát így kormányzod te a birodalmat?" "Te talán jobban fogod kormányozni?" kérdezett vissza hetykén Phókasz, mire Hérakleiosz katonái helyben felkoncolták.
Az idősebb Hérakleiosz ezt követően eltűnik a forrásokból, valószínűleg meghalt.
A 35 éves Hérakleiosz ezután feleségül vette jegyesét, Fabia Eudokiát, császárrá koronázták és nekifogott a súlyos helyzetbe került birodalom kormányzásának. Phókasz fivére, Komentiolosz ugyan jelentős seregével megindult ellene, de útközben meggyilkolták. Katonáinak lojalitását azonban biztosítani kellett és időközben a perzsák benyomultak Kis-Ázsiába. A kiürült kincstár miatt Hérakleiosz megszorításokra kényszerült, pl. Konstantinápolyban az egyház újonnan felvett tagjait már nem tudta az állami kasszából fizetni.

## Perzsa előrenyomulás

A bizánci–perzsa határvidék a kora középkorban

A perzsák kihasználták a bizánci belháborút és elfoglalták az örményországi és felső-mezopotámiai határvárosokat. 609-ben az Eufrátesz mentén meghódították Mardint és Amidát. A következő évben elesett Edessza is.
609-ben vagy 610-ben egy magát Theodosziosznak (Maurikiosz császár fiának, aki állítólag Huszrau udvarába menekült) kiadó férfi rábeszélésére a stratégiai fontosságú örményországi város, Theodosziopolisz (ma Erzurum) is megadta magát Astat Jeztajar perzsa hadvezérnek. 608-ban Sáhén Vahúmanzádagán végigportyázta egész Kis-Ázsiát és elérte Khalkédónt, ahonnan már csak a Boszporusz választotta el Konstantinápolytól.Sablon:Cref A perzsák fokozatosan nyomultak előre; Hérakleiosz trónra lépésekor már a kezükön volt valamennyi Eufráteszen túli és örményországi város. Ezután Kappadókia következett, ahol Sáhén elfoglalta Kaiszereia Mazakát. Itt azonban Priszkosz (Phókasz veje, aki átállt Hérakleioszhoz) beszorította a városba és egy éven át ostromzár alatt tartotta.
Hérakleiosz békét kért Huszrautól azzal, hogy a háború okafogyottá vált mikor a Maurikioszt megölető Phókaszt eltávolították a bizánci trónról. A sah, akinek csapatai győzedelmesen nyomultak előre, elutasította a békét. Történészi vélemények szerint Huszrau ekkor már a Bizánci Birodalom megdöntését és az Óperzsa Birodalom visszaállítását tűzhette ki célul, bár a perzsa királyi levéltárak megsemmisülése miatt a hasonló állításokat nem lehet bizonyítani.

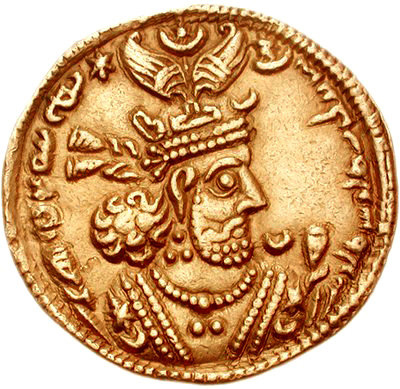
II. Huszrau aranypénze

611-ben Hérakleiosz maga is meglátogatta a Mazakát ostromló csapatokat, Priszkosz azonban valamiért betegnek mondta magát és távol tartotta magát az uralkodótól. A sértett császár visszatért Konstantinápolyba, de miután Sáhén felgyújtotta a várost és kiszökött az ostromzárból visszarendelte Priszkoszt a fővárosba és leváltotta a keleti hadsereg éléről. Helyét az öreg Philippikosz kapta meg, aki azonban tehetetlennek bizonyult és kerülte az összecsapásokat a perzsákkal. Hérakleiosz végül a maga kezébe vette a seregek irányítását, segítségül véve maga mellé fivérét, Theodoroszt.
Huszrau kihasználta a bizánci hadvezérek inkompetenciáját és Sarbaraz vezetésével sereget küldött Szíriába. 613-ban Hérakleiosz Antiokheia mellett súlyos vereséget szenvedett (a csata részletei nem ismertek). A perzsák kifosztották Antiokheiát, megölték a pátriárkáját és a lakosság nagy részét elhurcolták. A bizánciak a várostól északra a Kilikiai kapunál megint csak hiába próbálták megállítani a perzsákat, akik elfoglalták a Kilikiai-síkságot és Tarszosz városát. Így a Szászánidák kijutottak a Földközi-tengerhez és kettévágták a Bizánci Birodalmat, amelynek keleti provinciái (Szíria, Palesztina, Egyiptom) védtelenül maradtak.

## Perzsa fölény

### Jeruzsálem elfoglalása

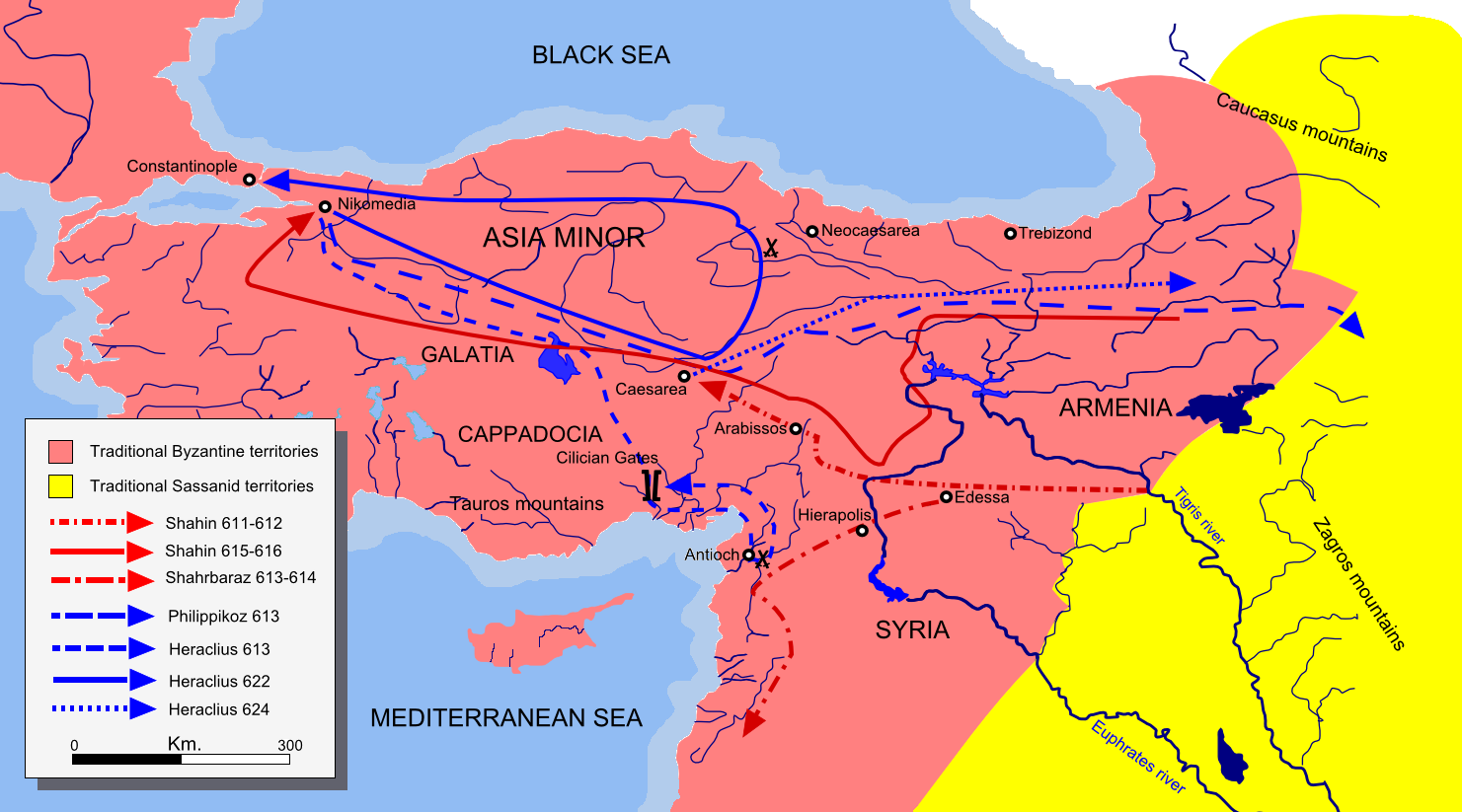
Hadjáratok 611 és 624 között Kis-Ázsiában és a Közel-Keleten

A szíriai ellenállás nem volt eltökélt, bár többhelyütt megerősítették a városokat, általában inkább tárgyalni igyekeztek a perzsákkal. 613-ban kapitulált Damaszkusz, Apamea és Emesza, megnyitva az utat délre, Palaestina Prima felé. Az ellenállást megszervező Nikétasz Adhriatnál vereséget szenvedett (bár Emeszánál véres, összesen húszezer áldozatot követelő ütközetben sikerült helytállnia). A következő évben, 614-ben a perzsáknak a zsidók segítségével három hetes ostrom után sikerült elfoglalniuk Jeruzsálemet. A korabeli források szerint a győztesek 57-66 ezer lakost lemészároltak, 35 ezret pedig (köztük Zakariás pátriárkát) rabszolgaként elhurcoltak Perzsiába.
Sok templomot – köztük a Szent Sír-templomot – felégettek, a bennük őrzött értékes ereklyéket (a keresztet, amelyre Jézust megfeszítették, a lándzsát, amivel megölték, a szivacsot amivel szomját oltották) elvitték a perzsa fővárosba, Ktésziphónba. Az ereklyék elveszítése nyilvánvalóvá tette a bizánciak számára, hogy az Úr haragja sújtja őket. Sokan a zsidókat hibáztatták Jeruzsálem, sőt egész Szíria elvesztése miatt. Állítólag a perzsák a zsidók segítségével foglaltak el sok várost és a megszállt területeken megpróbálták lemészárolni a keresztényeket. A hasonló túlzó híresztelések gyorsan terjedtek az általános világvégehangulatban.

### Egyiptom
618-ban Sarbaraz azon Egyiptom ellen indított hadjáratot, amelynek földjére három évszázad óta nem tette ellenség a lábát. A khalkédóni ortodox kereszténységet követő Konstantinápoly elnyomta a monofizita egyiptomiakat, akik így nem működtek együtt a provincia védelmét szervező hatóságokkal. Nikétasz Alexandriába húzódott vissza, amelyet a perzsák egy éven át ostromoltak. Végül egy áruló egy használaton kívüli csatornán át bevezette őket a falak mögé és a védelem összeomlott. Nikétasz és Alamizsnás János pátriárka Ciprusra menekült. Nikétasz későbbi sorsa nem ismert, eltűnik az írott forrásokból, de Hérakleiosz kétségkívül egy megbízható hadvezért vesztett személyében. Egyiptom elvesztése nagy csapást jelentett, mert Konstantinápolyt innen látták el gabonával. 618-ban a császár kénytelen volt felhagyni az ingyenes gabonaosztás régi hagyományával.
Egyiptom elfoglalása után Huszrau ezt a (újabban vitatott hitelességű) levelet küldte Hérakleiosznak:
"Huszrau, az istenek legnagyobbja és a föld ura, Hérakleiosznak, az ő hitvány és oktalan rabszolgájának. Miért nem vagy hajlandó alávetni magad az uralmunknak, és miért nevezed magad királynak? Nem pusztítottam el talán a görögöket? Azt mondod, hogy bízol az Istenedben. De miért nem vette ki kezemből Kaiszareiát, Jeruzsálemet és Alexandriát? És nem fogom-e elpusztítani Konstantinápolyt is? De megbocsátom vétkeidet, ha behódolsz nekem, és idejössz feleségeddel és gyermekeiddel; és adok neked földeket, szőlőskerteket és olajfaültetvényeket, és jóindulattal tekintek reád. Ne áltasd magad hiú reményekkel abban a Krisztusban, aki nem tudta magát megmenteni a zsidóktól, akik megölték őt azáltal, hogy keresztre szögezték. Még ha a tengerek mélyén keresel is menedéket, én kinyújtom a kezemet, és elviszlek magammal, akár akarod, akár nem."

### Kis-Ázsia
615-ben a perzsa portyázók elérték a Boszporusz keleti oldalán fekvő Khalkédónt, ahonnan már láthatták Konstantinápolyt és Szebeosz örmény történetíró szerint Hérakleiosz úgy kétségbeesett, hogy a békéért cserébe hajlandó lett volna perzsa vazallussá tenni az államot, hogy Huszrau válassza ki a császár személyét. A helyzet csak tovább romlott és 617-ben Sáhén meg is szállta Khalkédónt. A császár követséget küldött a perzsa vezérhez, aki azonban udvariasan továbbküldte őket a sahhoz, aki elutasította a békeajánlatát. A kis-ázsiai perzsa erők többségét ekkor visszavonták, feltehetően az egyiptomi hadjárathoz csoportosították át őket. A perzsa fölény azonban megmaradt és 620-ban vagy 622-ben sikerült elfoglalniuk a közép-anatóliai ellenállás egyik fészkét, Ankürát (ma Ankara). 622-ben és 623-ban megszállták Rodoszt és néhány másik égei-tengeri szigetet, ahonnan hajóval is könnyen elérhették Konstantinápolyt. A helyzet annyira reménytelennek látszott, hogy Hérakleiosz komolyan fontolgatta a kormányzat Karthágóba menekítését.

## Bizánci ellentámadás

### Újjászervezés

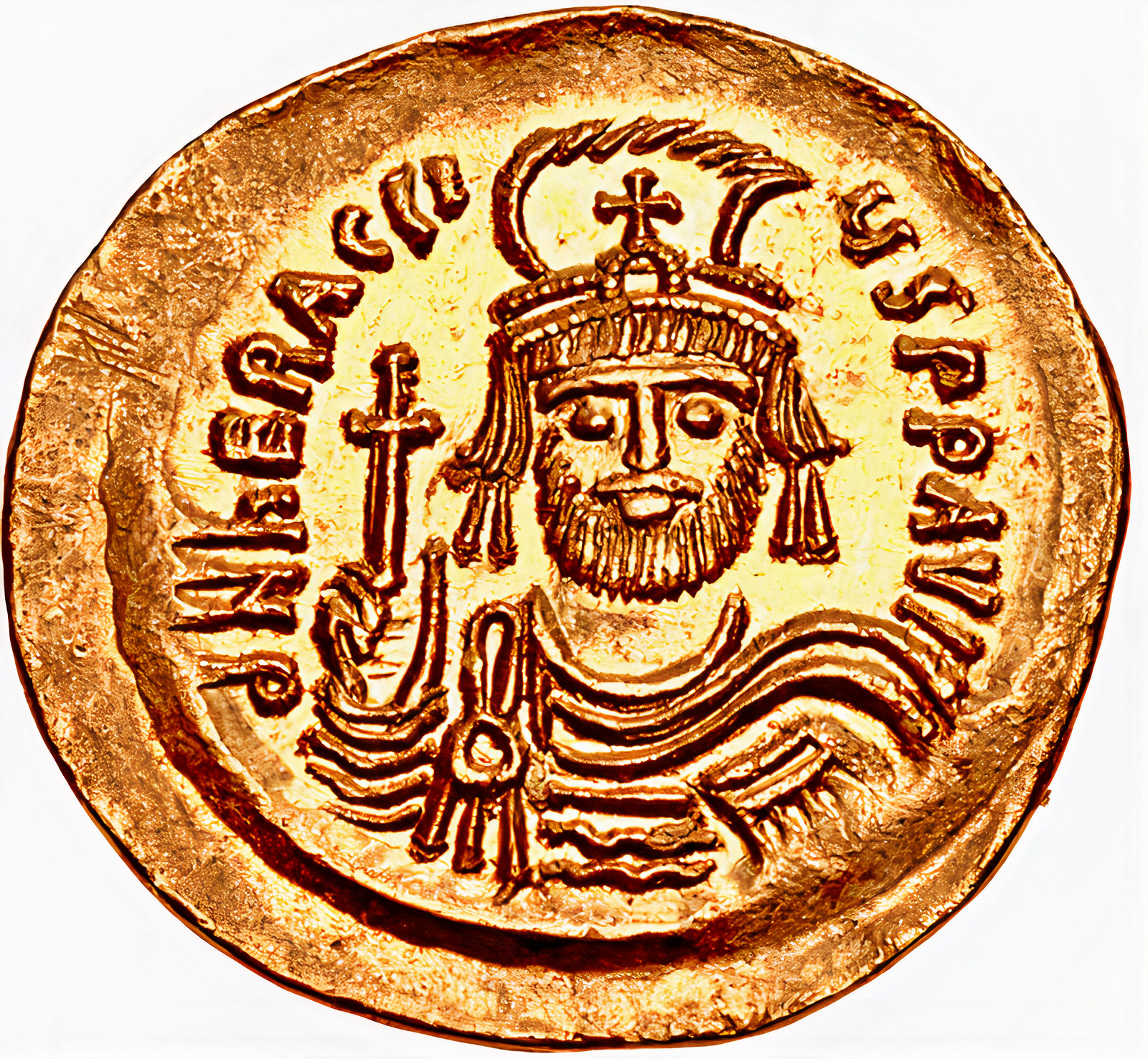
Herakleiosz 610-613 között vert arany solidusa

Huszrau levele nem félemlítette meg Hérakleioszt, inkább arra ösztönözte, hogy országa maradék erőforrásait összekaparva ellentámadást szervezzen. Már 615-ben 6,82 grammra csökkentette az ezüstpénz súlyát, amelyre felkerült a Deus adiuta Romanis (Isten segítse a rómaiakat), némileg kétségbeesett felirat. A rézpénz (follis) súlya is 11 grammról 8-9 grammra csökkent, hogy valamelyest kompenzálja a keleti tartományok elvesztéséből és a Balkán és Kis-Ázsia végigpusztításából származó bevételkiesést. Ráadásul 619-ben pestisjárvány tört ki, amely még tovább csökkentette az adóztatható népességet és fokozta a világvégehangulatot.
Hérakleiosz felére csökkentette a hivatalnokok bérét, keményen beszedette az adókat, kényszerkölcsönöket vetett ki és hatalmas bírságokat rótt ki a korrupción kapott hivatalnokokra. Bár voltak akik a Martina unokahúgával kötött vérfertőző házassága miatt őt okolták az Úr haragjáért, az egyház többségében határozottan mögé állt és kijelentette hogy minden kereszténynek kötelessége harcolni a perzsák ellen. A templomok odaadták neki kincseiket, még a Hagia Szophiából is összegyűjtötték a nemesfémből és bronzból készült tárgyakat, hogy segítsék a háborús erőfeszítést. A zoroasztriánus perzsák elleni harc szent háborúvá, egyfajta korai keresztes háborúvá nőtte ki magát. Sok ezer újonc sereglett a zászlók alá, hogy az egyház pénzén fegyverezzék fel őket. A hadsereg élére maga a császár állt.

### Az ellentámadás megindulása
622-re Hérakleiosz készen állt az ellentámadásra. Április 4-én még megünnepelte a húsvét vasárnapját, majd másnap elindult. Országát kilenc éves fiára, Hérakleiosz Kónszantinoszra bízta, aki helyett Szergiosz pátriárka és Bónosz patriarkosz kormányzott. A nyarat katonái gyakorlatoztatásával töltötte, ősszel pedig Kappadókiába vonult, hogy elvágja a kis-ázsiai perzsa erők kapcsolatát Mezopotámiával. A perzsa Sarbaraz erre úgy reagált, hogy Bithüniából Kelet-Anatóliába csoportosította át a csapatait.
Az ezután következő események részleteit nem ismerjük, de 622 őszén Hérakleiosz Kappadókiában nagy győzelmet aratott Sarbaraz fölött. A császár felfedezte hogy a perzsák lesben állnak, rajtaütésre készen és színlelt visszavonulással kicsalta őket a fedezékükből. Az elit csapatok (optimatoi) oldalba támadták és megfutamították az üldözőket. Hérakleiosz azonban nem tudta teljesen kihasználni a győzelmet, mert az avar támadás veszélye miatt sürgősen vissza kellett térnie Konstantinápolyba. Eközben hadserege Pontoszban telelt.

### Az avar fenyegetés
Míg a bizánciak keleten voltak lekötve, az avarok és a szlávok beözönlöttek a Balkánra, elfoglalták Singidunum (Belgrád), Viminacium (Kostolac), Naissus (Niš) és Serdica (Szófia) városait, 614-ben pedig elpusztították Salonát. Sevillai Izidor szerint a szlávok egész "Görögországot" elvették. Az avarok rendszeresen portyáztak Trákiában, fosztogatva a földeket és a kereskedőket, néha egészen Konstantinápoly közelébe eljutottak. A Balkán legnagyobb városát és Bizánc egyik legfontosabb erődjét, Thesszalonikét is ostrom alá vették, bár elfoglalni nem tudták. Az Adria partvidékén fekvő Jadar (Zára), Tragurium (Trogir), Butua (Budva), Scodra (Shkodër) és Lissus ezt az inváziót még megúszta.
A barbárok nyugati támadásai miatt a bizánciak nem tudtak teljes haderejükkel a perzsák ellen fordulni. Hérakleiosz 623-ban követséget menesztett az avarok kagánjához és éves adót ígért neki, ha visszahúzódik a Duna mögé. A kagán találkozót javasolt június 5-ére a trákiai Hérakleionba. A császár udvarával együtt elindult a találkozóra, de útközben figyelmeztették, hogy az avarok lovascsapattal lesben állnak, hogy elfogják az uralkodót és váltságdíjat követeljenek érte. Hérakleiosznak sikerült időben visszamenekülnie a fővárosba, bár az avarok a kapuig üldözték. Számos udvaroncát (és állítólag 70 ezer trákiai parasztot aki a császárt megnézi gyűlt össze) azonban elfogták a nomádok. A császár így is kénytelen volt megegyezni a kagánnal, aki 200 ezer solidusért és számos értékes túszért cserébe hajlandó volt elvonulni. Így a bizánciak teljes figyelmüket a perzsákra fordíthatták.

### A perzsiai támadás
624-ben Hérakleiosz ismét békét ajánlott Huszraunak, amelyben Perzsia megtámadásával fenyegette, de elutasították. A császár március 25-én hagyta ott a fővárost, hogy átvegye a keleti hadak parancsnokságát. Kockázatot vállalva nem biztosította az utánpótlási vonalait sem szárazföldön, sem tengeren és miután visszafoglalta a kappadókiai Kaiszareiát, egyenesen benyomult Örményországba és a mai Azerbajdzsánba. Serege legfeljebb 40 ezer, de lehet hogy csak 20-25 ezer katonából állhatott.

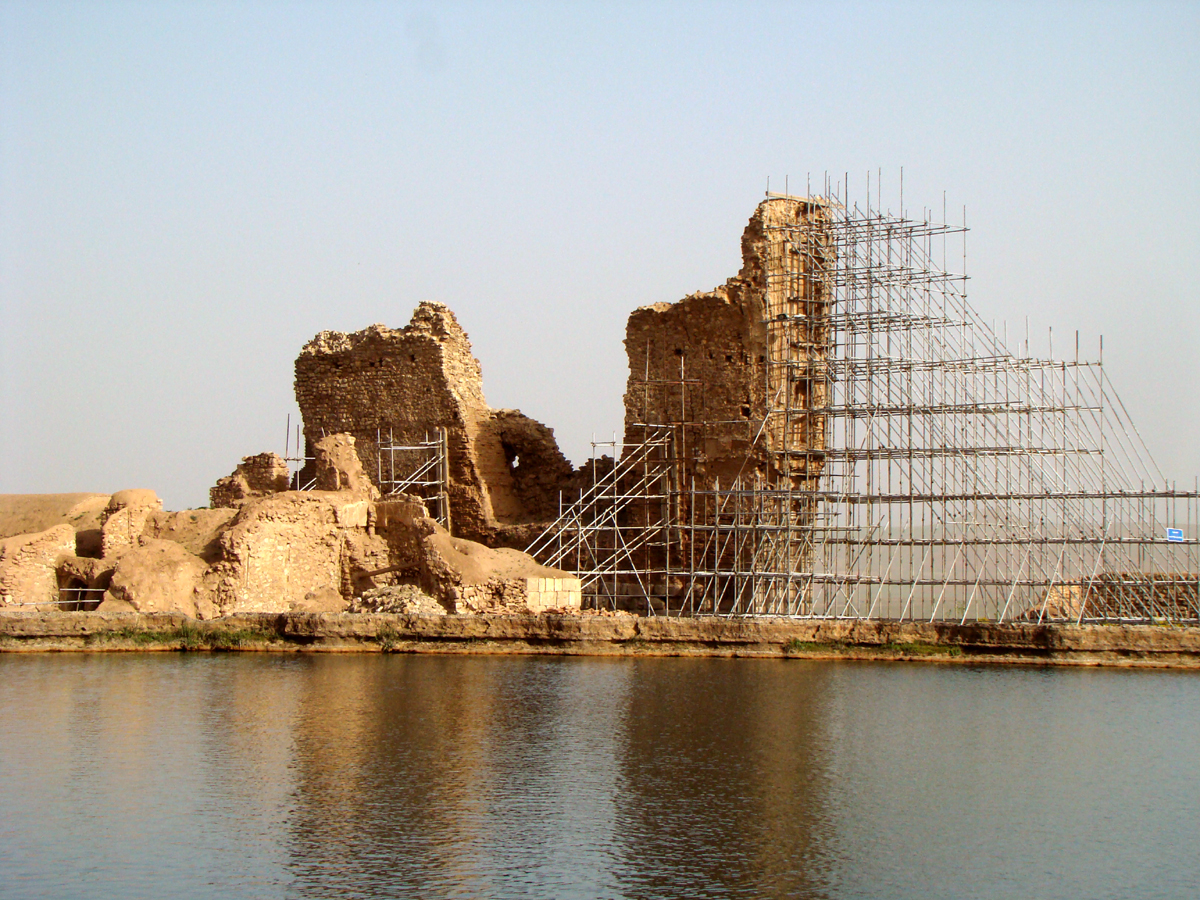
Adur Gusnaszp tűztemplomának romjai

A bizánciak az Araxész folyó mentén nyomultak előre, elpusztították Perzsa-Örményország székhelyét, Dvint és elfoglalták Nahicsevánt. Ganzaknál megfutamított egy 40 ezres perzsa sereget, majd lerombolta Adur Gusnaszpot, a híres tűztemplomot, a zoroasztriánus hit három szent helyének egyikét.Sablon:Cref A portyázó bizánciak egészen a sah ádurbádagáni palotájáig eljutottak.

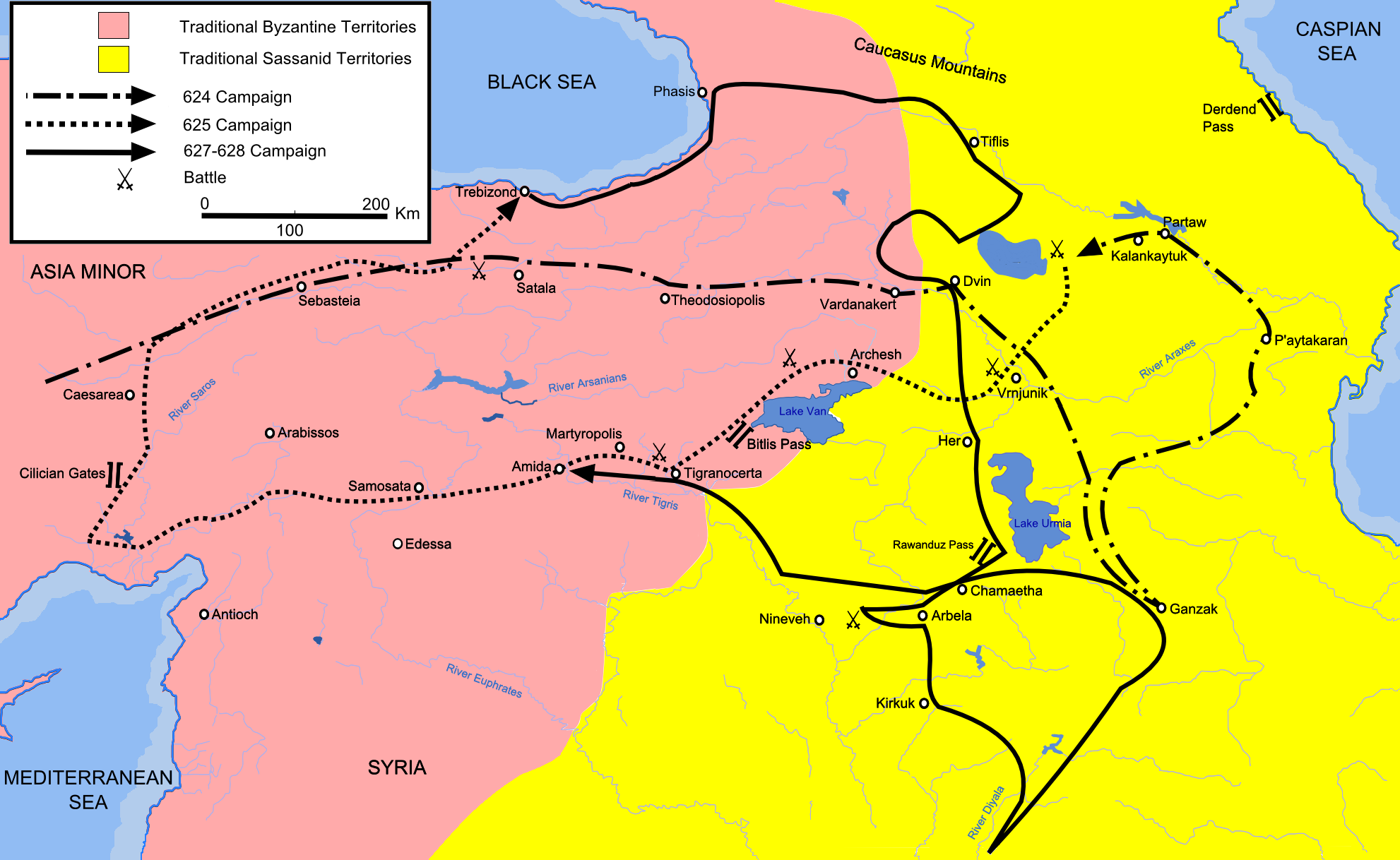
Hérakleiosz hadjáratai 624-628 között

Hérakleiosz vazallusánál a kaukázusi Albania királyságában telelt és gyűjtötte össze erőit a következő évre. Azonban Huszrau sem tétlenkedett és három hadsereget is küldött ellene Sarbaraz, Sáhén és Sahraplakan vezetésével, hogy vágják el az útját és fogják el. Sahraplakan Szivnikig nyomult előre hogy ellenőrzése alá vonja a hegyi hágókat. Sarbaraz Ibériába ment hogy elvágja Hérakleiosz visszavonulási útvonalát, Sáhén pedig a Bitlisz-hágót állta el. A császár azzal nyugtatgatta abház és ibériai katonáit, hogy ne aggódjanak az ellenség túlereje miatt, Isten akaratával közülük egy tízezer perzsával felér majd."
Hérakleiosznak ügyes manőverezéssel sikerült egyesével elbánni velük. Tigranakertnél előbb Sahraplakant majd Sáhént futamította meg és sikerült zsákmányul ejteni az utóbbi készleteit. Ezután átkelt az Araxészen és a túlsó oldal síkságán letáborozott. Sáhén maradék erőivel csatlakozott Sarbarazhoz, aki Aliovitnál kettéosztotta csapatait és 6 ezer katonát előreküldött, hogy állítsanak csapdát Hérakleiosznak. A bizánciak azonban éjjel meglepetésszerűen megtámadták a perzsák fő táborát és teljes győzelmet arattak. Sarbaraz állítólag meztelenül menekült, hátrhagyva a háremét és a kincstárát.
Hérakleiosz ezután a Van-tótól északra várta ki a tél végét. 625 tavaszán az Eufrátesz felső szakasza felé indult. Hét nap alatt kétszáz mérföldet tett meg, eközben elhaladt az Ararát mellett és utána visszafoglalta Amidát és Martüropoliszt, amelyek a Tigris felső folyását ellenőrző fontos erődítmények voltak. Folytatta útját az Eufrátesz felé, nyomában Sarbarazzal. Arab források szerint a Szartidama folyónál a perzsák utolérték és kisebb vereséget mértek rá, de a bizánci források nem említik az incidenst. Adana közelében a Szarosz folyónál ismét összecsaptak. A bizánciak és a perzsák a folyó két oldalán táboroztak és az előbbiek rohamoztak a folyó hídján keresztül. Sarbaraz úgy tett, mintha visszavonulna, majd amikor a teljes bizánci előhad átért, rájuk támadt és felmorzsolta őket. Eközben azonban nem figyelt a hídra, ahol Hérakleiosz fő erőivel átrontott és megfordította a csata eredményét. Hérakleiosz ezután északnak fordult, visszafoglalta Pontoszt és a Fekete-tenger partján, Trapezuntban telelt.

## A háború csúcspontja

### Konstantinápoly ostroma

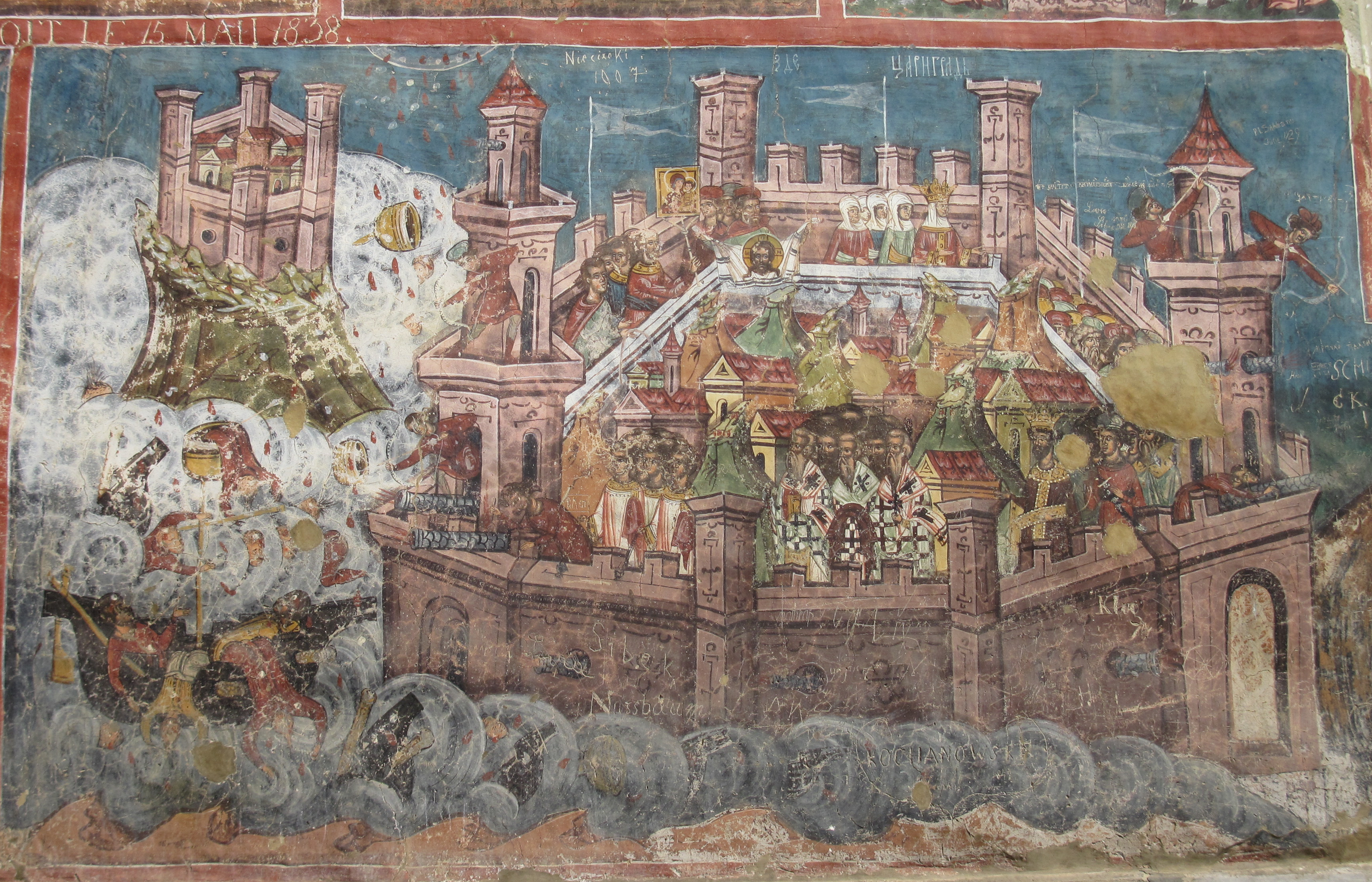
Konstantinápoly 626-os ostroma a romániai Moldovița-kolostor falfestményén

A bizánci sikerek láttán Huszrau döntő csapásra szánta el magát. Két új hadsereget állított fel és külhoni zsoldosokat fogadott fel. Az egyik, 50 ezres sereget Sáhénra bízta, az ő feladata az volt hogy megakadályozza Hérakleiosz betörését Örményországba és Mezopotámiába. Egy kisebb kontingens Sarbaraz vezetésével egyenesen a megszállva maradt Khalkédónba tartott, ahonnan könnyen elérhette Konstantinápolyt. Huszrau szövetséget kötött az avarokkal és megegyeztek hogy közösen támadják meg a bizánci fővárost, az európai és az ázsiai oldalról egyszerre. A felvonuló avarok elpusztították a Valens-féle vízvezetéket. A Boszporusz azonban a bizánci flotta ellenőrzése alatt maradt és a felek nem tudtak közvetlenül egymás segítségére sietni. Ezzel csökkent az ostrom hatékonysága, mert az avarok kevésbé voltak tapasztaltak az ostromtechnikában.
A város védelmét Szergiosz pátriárka és Bónosz patriarkosz irányította. Hérakleiosz bízott a főváros falaiban és nem sietett a védelmére. Csapatait három részre osztotta: az elsőt elküldte Konstantinápoly védelmére, már csak azért is hogy javítsa a védők morálját, egy másik részt fivérére, Theodoroszra bízott, hogy szálljon szembe Sáhénnal, a legkisebb résznek pedig maga állt az élére, hogy betörjön vele Perzsiába.

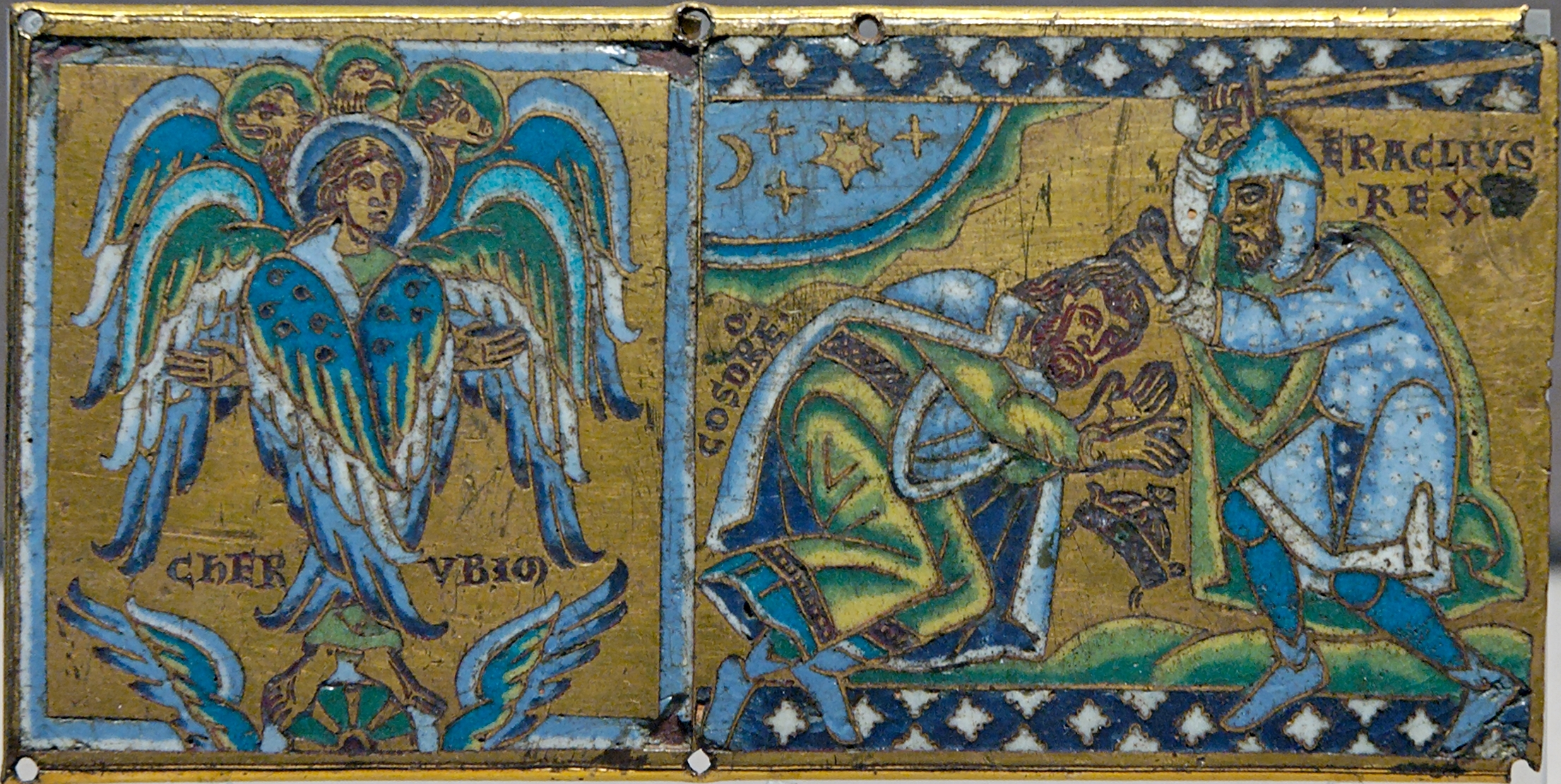
Huszrau megadja magát Hérakleiosznak (12. századi zománckép, Louvre)

Az ostrom 626. június 29-én kezdődött. A 80 ezer avar és szláv támadásait 12 ezer védő hárította. Bár az avarok és a perzsák katapultokból folyamatosan lőtték a várost, a védők eltökéltsége nem rendült meg. Szergiosz pátriárka Szűz Mária ikonjával folyamatosan járta a falakat és biztosította a katonákat, hogy az Úr megvédi őket.
Augusztus 7-én a perzsák tutajokkal csapatokat akartak átszállítani a Boszporuszon, de a bizánci hajók elsüllyesztették őket. Ugyanakkor az avarok megrohamozták a falakat, míg a szlávok csónakjaikról a tenger felőli falakat támadták. Bónosz gályái elpusztították a szláv dereglyéket és az elkeseredett avar rohamot is visszaverték. Ekkor érkezett a híre, hogy Theodorosz döntő győzelmet aratott Sáhén fölött (ami után a perzsa vezér állítólag belehalt bánatába) és két nappal később az avarok elvonultak és soha többé nem jelentettek komoly fenyegetést Konstantinápoly számára. Bár Sarbaraz továbbra is befészkelte magát Khalkédónba, a fővárost fenyegető veszély elmúlt.
Ezt követően Hérakleiosznak sikerült elfognia Huszrau leveleét, melyben Sarbaraz fejét követelte a konstantinápolyi kudarc miatt. A császár elküldte a levelet a perzsa vezérnek, aki átállt az ő oldalára. Sarbaraz Észak-Szíriába vonult át, ahol a helyzettől függően Hérakleioszt vagy Huszraut is segíthette; mindenesetre Hérakleiosznak sikerült megfosztania a Szászánida sahot legjobb hadvezérétől és legtapasztaltabb katonáitól.

### A bizánci-türk szövetség
Konstantinápoly ostroma idején Hérakleiosz szövetséget kötött egy északi nomád néppel, amelyet a bizánci források kazároknak, vezetőjüket pedig Ziebelnek hívtak. Őket ma a nyugati türkökkel azonosítják, akiknek akkor Tong Jabgu volt a kagánja. A császár gazdag ajándékokat küldött nekik és vezérüknek odaígérte lánya, Eudoxia Epiphania kezét. A türkök korábban is baráti kapcsolatokat ápoltak a bizánciakkal, például amikor 568-ban Istemi tőlük kért segítséget a perzsák ellen. Istemi követei akkor ajándékokat, köztük selymet hoztak II. Iusztinosz császárnak és szövetséget kötöttek vele. A 620-as években a türkök kihasználták a perzsák nyugati lekötöttségét és elfoglalták Baktriát és Afganisztánt egészen az Indusig.
626-ban a türkök 40 ezres sereggel siettek Hérakleiosz megsegítésére. A Kaukázus felől betörtek Perzsiába és a bizánciakkal közösen ostrom alá vették Tbiliszit. Ennél az ostromnál használtak a bizánciak először trebuchet-et.Sablon:Cref Huszrau ezer lovast küldött a védelem megerősítésére, de Tbiliszi így is elesett, valószínűleg 628 végén. AZ év végére azonban Ziebel is meghalt, így Epiphaniának nem kellett feleségül mennie a barbárhoz. Míg folyt az ostrom, Hérakleiosz a Tigris felső folyásánál foglalta vissza a városokat.

### A ninivei csata

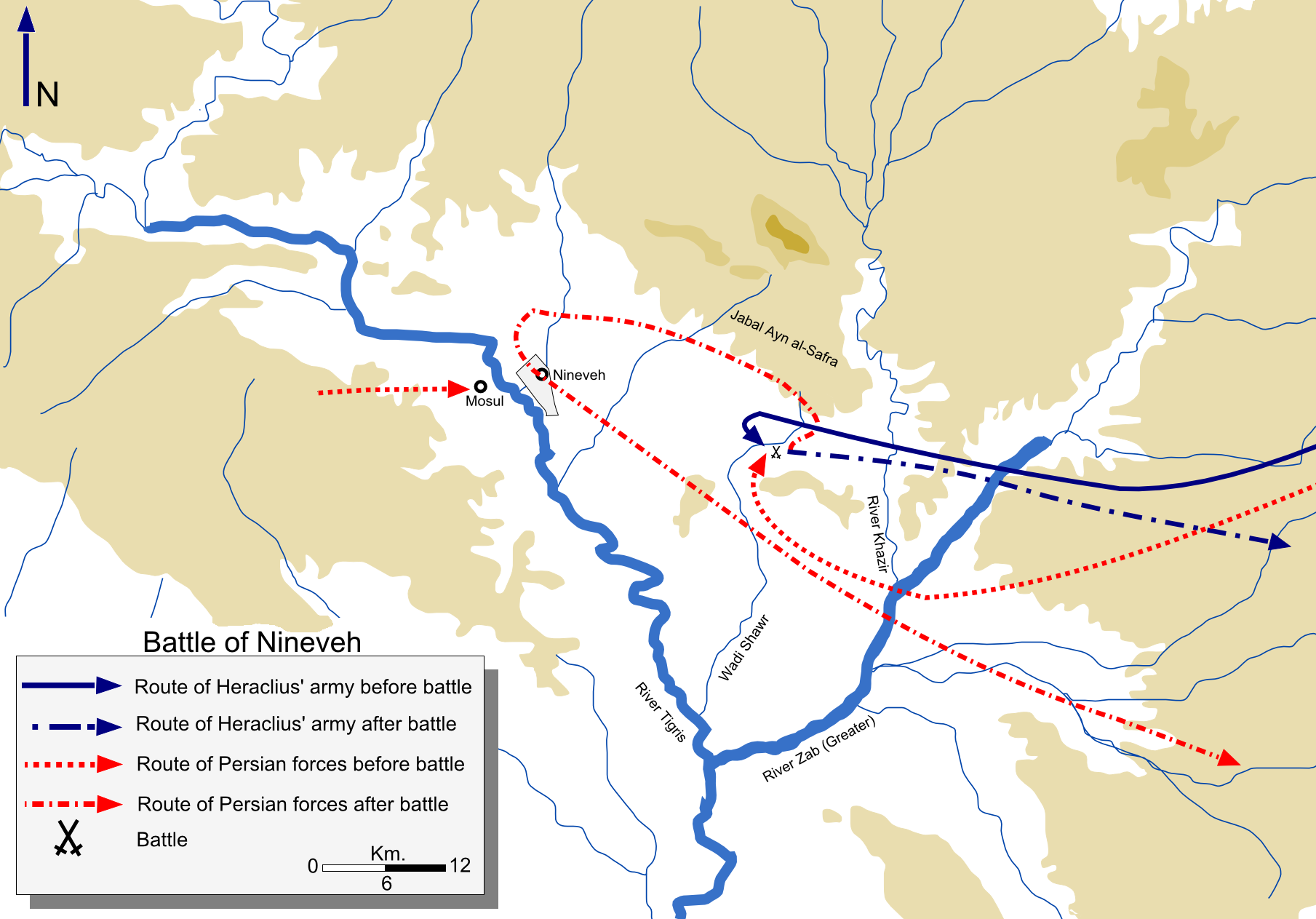
A ninivei csata előtti és utáni hadmozdulatok

627 szeptemberében Hérakleiosz otthagyta a türköket Tbiliszit ostromolni és egy meglepetésszerű téli hadjárattal megtámadta Mezopotámiát, a Szászánida Birodalom szívét. Korábban, 624-626-ban mindig visszavonult telelni, így a perzsák hozzászoktak, hogy ilyenkor elég a határaikat védeni. Serege 25-50 ezer bizánci katonából és kb. 40 ezer türk lovasból állt, de az utóbbiak a sanyarú téli körülmények és a perzsák zaklatásai miatt hamar cserben hagyták. A császár gyorsan nyomult dél felé, de nyomában ott járt egy perzsa hadsereg az örmény származású Rahzad vezetése alatt A perzsák éheztek, mert az előttük járó bizánciak összegyűjtöttek minden elérhető élelmet és takarmányt.
Az év végén Ninive romjai közelében Hérakleiosz szembefordult Rahzaddal, mert annak erősítése érkezett, amely már a közelben járt. A ninivei csata ködös időben zajlott, így a perzsák nem használhatták ki íjászokban lévő fölényüket. Hérakleiosz visszavonulást színlelt maga után csalva a perzsákat a síkságra, majd meglepetésszerűen visszatámadott. Nyolc órás küzdelem után a perzsák – akik addig kb. 6 ezer főt vesztettek – rendezetten visszavonultak a közeli dombokra. Niképhorosz pátriárka krónikájában azt állítja, hogy Rahzad párbajra hívta ki Hérakleioszt, aki egyetlen csapással megölte a perzsák vezérét; majd két másik kihívóját is. Ő maga csak az ajkán sérült meg.

### A háború vége

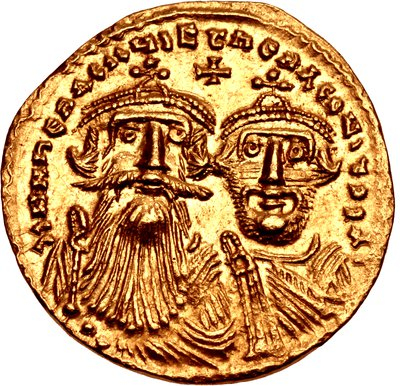
Hérakleiosz és fia 629-632 között vert pénzén

Miután egyetlen ellenállásra képes perzsa sereg sem maradt, Hérakleiosz diadalmas serege kifosztotta Huszrau dasztagirdi palotáját és a rengeteg kincs mellett visszaszereztek 300, a háborúban elvesztett bizánci zászlót. Huszrau Szúsziána hegyei közé menekült, hogy onnan szervezze meg Ktésziphón védelmét. A császár ekkor ismét felszólította a békekötésre: "Én a békét keresem. Nem áll szándékomban felégetni Perzsiát, te kényszerítesz rá. Dobjuk el fegyvereinket és kössünk békét egymással. Oltsuk el a tüzet, mielőtt mindent elborít."
Hérakleiosz nem vette ostrom alá Ktésziphónt, mert a Nahravan-csatorna leomlott hídján nem tudott átkelni, más módon pedig nem is próbált átjutni a csatornán.
A perzsa főnemesség fellázadt és megdöntötte II. Huszrau uralmát, helyére fiát, Sirujét ültetve, aki a II. Kavád uralkodói nevet vette fel. Huszraut tömlöcbe zárták, ahol öt napig kenyéren és vízen tartották, majd végül a testébe lőtt nyilakkal kivégezték. Kavád azonnal békét kért. Hérakleiosz enyhe feltételeket szabott, mert saját birodalma is teljesen kimerült a hosszas háborúban. A békeszerződés értelmében visszaállították a háború előtti határokat, elengedték a hadifoglyokat, a perzsák hadisarcot fizettek és visszaszolgáltatták az elrabolt ereklyéket, mind közül a legfontosabbat, a Szent keresztet.

## Következmények

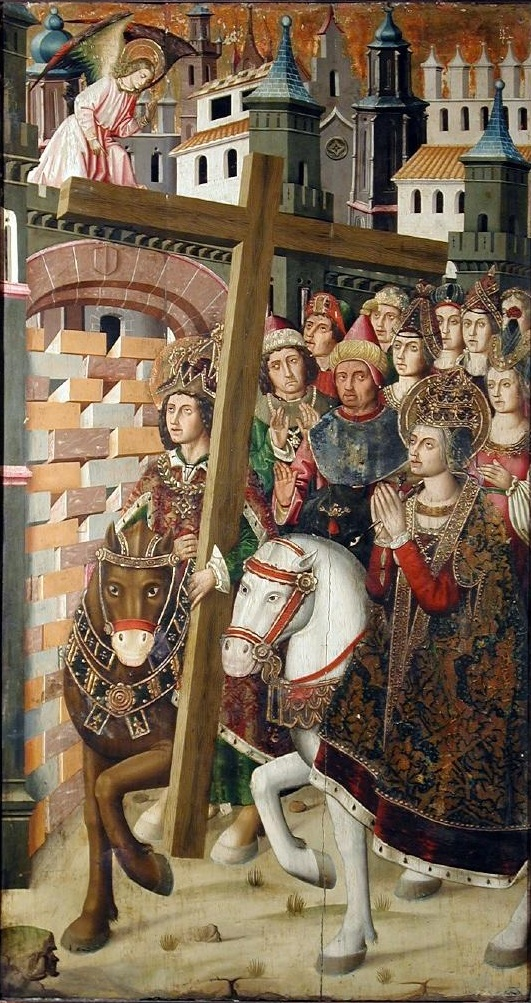
Hérakleiosz visszaviszi a Szent keresztet Jeruzsálembe. Mellette a relikviát felfedező Szt. Ilona, aki valójában kétszáz évvel korábban élt (Miguel Ximénez képe, 15. sz. vége)

Hérakleiosz diadalmasan tért vissza Konstantinápolyba ahol ünneplő tömeg fogadta és Szergiosz pátriárka földre borult előtte. Magával hozta a Szent keresztet, amelyhez 629. szeptember 14-én egy gondosan megszervezett ünnepség keretében odaerősítették a Szent szivacsot, amelyről megitatták a megfeszített Jézust. A keresztet ezután a Hagia Szophia főoltára fölé függesztették, ezáltal is jelezve hogy a megpróbáltatások ideje lejért, a birodalomban bekövetkezik az új aranykor.
A császárt minden idők egyik legnagyobb hadvezéreként, az új Scipio Africanusként ünnepelték, aki a legmélyebb kétségbeesés közepette képes volt feltámasztani a reményt és páratlan győzelmeket aratott az ősi ellenség fölött. A Szent kereszt felemelése egész pályafutásának csúcspontja volt. Ha ekkor meghal (ahogyan egy mai történész megj3egyezte) akkor "Julius Caesar óta a legnagyobb római hadvezérként" tartanák számon. A valóságban azonban meg kellett érnie, hogy hadserege sorra veszíti el a csatákat és a provinciákat a terjeszkedő muszlimokkal szemben.
A Szászánida Birodalom eközben pusztító belháborúba süllyedt. II. Kavádot néhány hónappal trónra lépése után elvitte a pestis és csak egy nyolc éves gyereket, III. Ardasírt hagyott maga után. Őt az ellene fellázadt Sarbaraz követte, majd az egymásnak eső főnemesség aktuális erőviszonyai alapján néhány hónapon belül Huszrau lányai, Burandoht és Ázarmídoht kerültek rövid időre az állam élére. Csak Huszrau unokája, III. Jazdagird 632-es trónra kerülése hozott némi stabilitást, de ekkor már túl késő volt.
A 602–628 közötti háború csak a csúcspontja volt a két birodalom közötti egy évszázados, szinte folyamatos ellenségeskedéseknek és ebbe végül mindkét állam belerokkant. A perzsákat súlyosabban érintette a válság, amely gazdasági lejtmenet, túladóztatás, vallási villongások, a központi hatalom meggyengülése is nehezített. Azonban Konstantinápoly is nagy árat fizetett a győzelemért, a Balkánt szinte teljes egészében elárasztották a barbár szlávok, Kis-Ázsiát teljesen feldúlták az ismétlődő perzsa portyák és a hosszú ideig tartó perzsa megszállás miatt uralma meggyengült a keleti tartományok (Kaukázus, Észak-Mezopotámia, Szíria, Palesztina, Egyiptom) felett.Sablon:Cref A kincstár kiürült, a császár alig tudta kifizetni a perzsa háború veteránjait és új csapatokat toborozni.
A két nagyhatalom meggyengülése lehetővé tette az iszlám hitben egyesült arab törzsek szinte földcsuszamlásszerű terjeszkedését. Támadásuk hatására a Szászánida Birodalom gyorsan összeomlott és Perzsia teljesen muszlim uralom alá került. A kimerült Bizánci Birodalom háborúk sorozatában elvesztette alig visszaszerzett keleti és déli provinciáit: Szíriát, Örményországot, Egyiptomot, majd Észak-Afrikát is. Mindössze Kis-Ázsiát, a görög szigeteket, valamint a Balkán és Itália kis részét tudták megtartani. Azonban Perzsiával ellentétben az állam túlélte az iszlám hódítását és visszaverte a Konstantinápolyt is megostromló arabokat.

## A felek haditechnikája és stratégiája

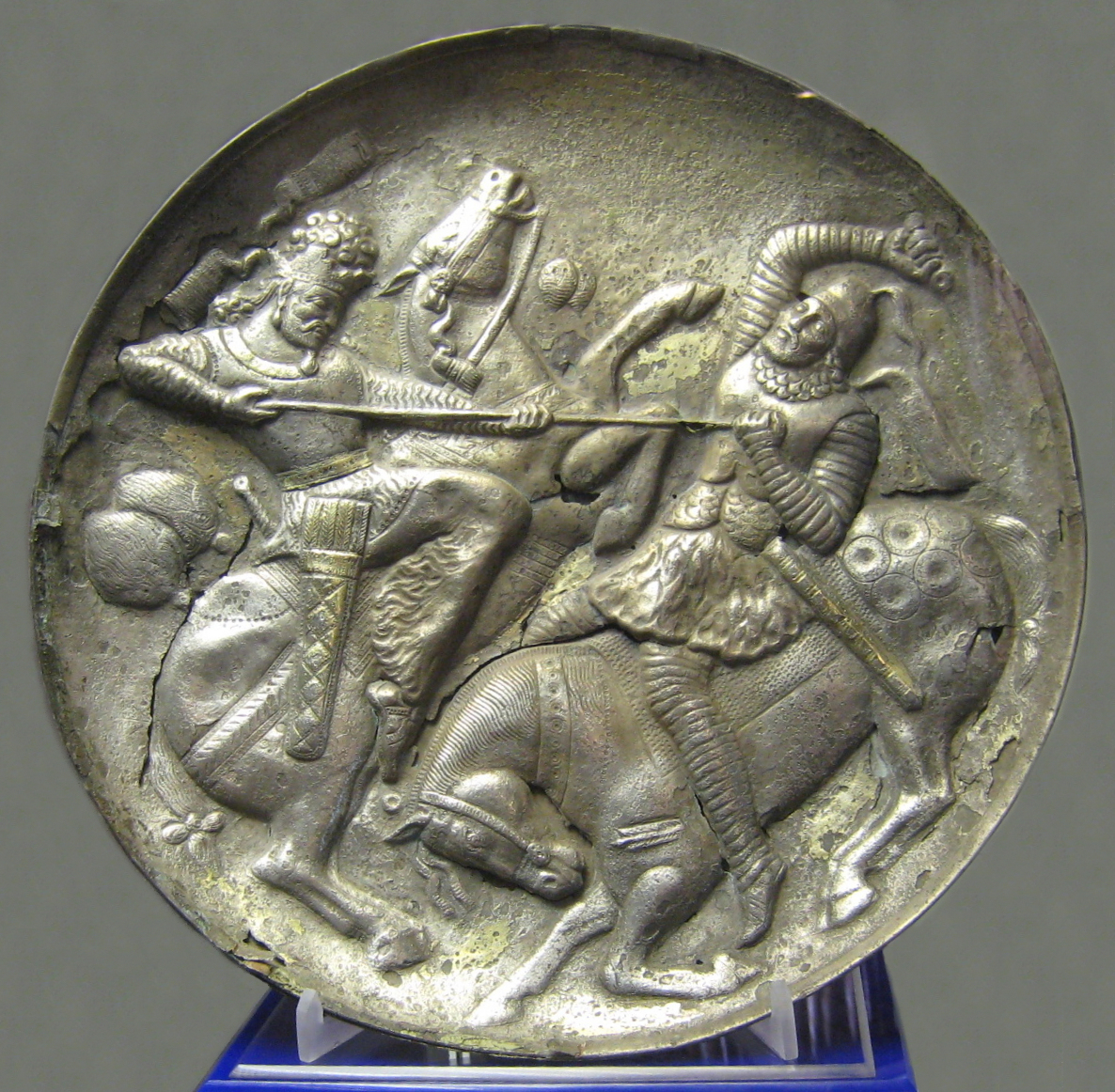
Összecsapó perzsa nehézlovasok a Szászánida korból

A perzsa hadsereg elitjét az aszvár nehézlovasság alkotta. Hosszú lándzsájukkal (kontosz) egyszerre két embert is átdöfhettek. Lovat és lovasát egyaránt lemezekből összeállított páncélzat védte az ellenség döféseitől és nyilaitól.
Maurikiosz császár hadtudományi könyvéből, a Sztrategikonból megtudjuk, hogy a perzsák sok íjászt alkalmaztak a csatatereken, akik a hadat viselő népek között a "leggyorsabban, de nem erősen" lőttek és kerülték az olyan időjárást, amely gátolta az íjászatot. Csatarendjük a szárnyakon ugyanolyan erős volt, mint középen. Szerettek domb- és hegyoldalakon felállni, ahol a bizánci nehézlovasság nem rohamozhatta meg őket. A Sztrategikon azt javasolja, hogy a perzsákkal sík terepen kell harcolni gyorsan rohamra indulva, hogy elkerüljék a nyilaikat. Ügyesek voltak a várostromban is és hadmozdulataikat gondosan megtervezték.
A bizánci hadsereg büszkesége a nehézlovas katafrakt lovasság volt. A lovasok láncvértet hordtak, lovaikat súlyos páncélzattal védték. Fő fegyverük a lándzsa volt, de jól forgatták a kardot vagy a csatabárdot is. Kis pajzsokkal védték magukat, szükség nyilazni is tudtak. A bizánci nehézgyalogság, a scutati/szkutatoi, nagy ovális pajzzsal és pikkely- vagy lemezvérttel volt felszerelve; lándzsáikkal hatékonyan szembeszállhattak az ellenség lovasságával és fejszéikkel elvághatták a lovak lábát. A könnyűgyalogság (psziloi) főleg íjakkal volt felfegyverezve és csak bőrvértet viselt. A bizánci gyalogságnak kellett megállítani az ellenség lovasrohamát és szükség esetén biztosítani a saját lovasság visszavonulását és ellentámadását. Egyes modern történészek szerint a bizánci nehézgyalogság "egyesítette a római légió és az ógörög falanx legjobb tulajdonságait".
Az avarok hadereje főleg reflexíjakkal felszerelt lovas íjászokból állt, akik lándzsával is rendelkeztek a közelharchoz. Értettek a várostromhoz is, tudtak hajítógépeket és ostromtornyokat készíteni. Konstantinápoly ostrománál sáncokkal gátolták a védők ellentámadásait és fakeretekre feszített bőrfedezékekkel védekeztek a nyilaik ellen. Seregeiket barbár vazallusaik, gepidák és szlávok harcosai kísérték. Utánpótlási vonalakat azonban nem építettek ki, a környék kifosztásából látták el a hadsereget, így hosszas ostromra képtelenek voltak.
Az élelmiszerellátás a bizánciak számára sem volt egyszerű feladat. Hérakliosz hazai terepen, pl. Kis-Ázsiában a környező falvakból rekviráltatta a szükséges utánpótlást. Perzsiai offenzíváin télen rendszerint kénytelen volt táborba visszavonulni, mert a lovakat a hideg évszakban nem tudták legeltetni és takarmányozásra kényszerültek. Igen kockázatos vállalkozás volt téli hadjáratra indulnia, korábban Maurikiosz ellen fellázadtak a katonái, amikor télen is a terepre kényszerítette őket. Sokat segítettek nekik a türkök, akik mokány, igénytelen lovaikon télen is elboldogultak, szinte akármilyen terepen és így nagy területről tudtak rekvirálni a perzsiai lakosságtól. A ninivei győzelem és a királyi paloták kifosztása után annyit zsákmányoltak, hogy az ellátási problémáik megszűntek.
Stratégiájukat illetően a bizánciak "szinte kényszeresen igyekeztek elkerülni a status quo fő elemeinek megváltoztatását". Diplomatáik megosztották az ellenséget és maguk mellé állították azok ellenségeit. Bár a perzsa-avar szövetséget nem sikerült megbontaniuk, az avarokról sikeresen leválasztották szerb és horvát vazallusaikat, a nyugati türkök személyében pedig kulcsfontosságú szövetségesre tettek szert a perzsák hátában.

## Források

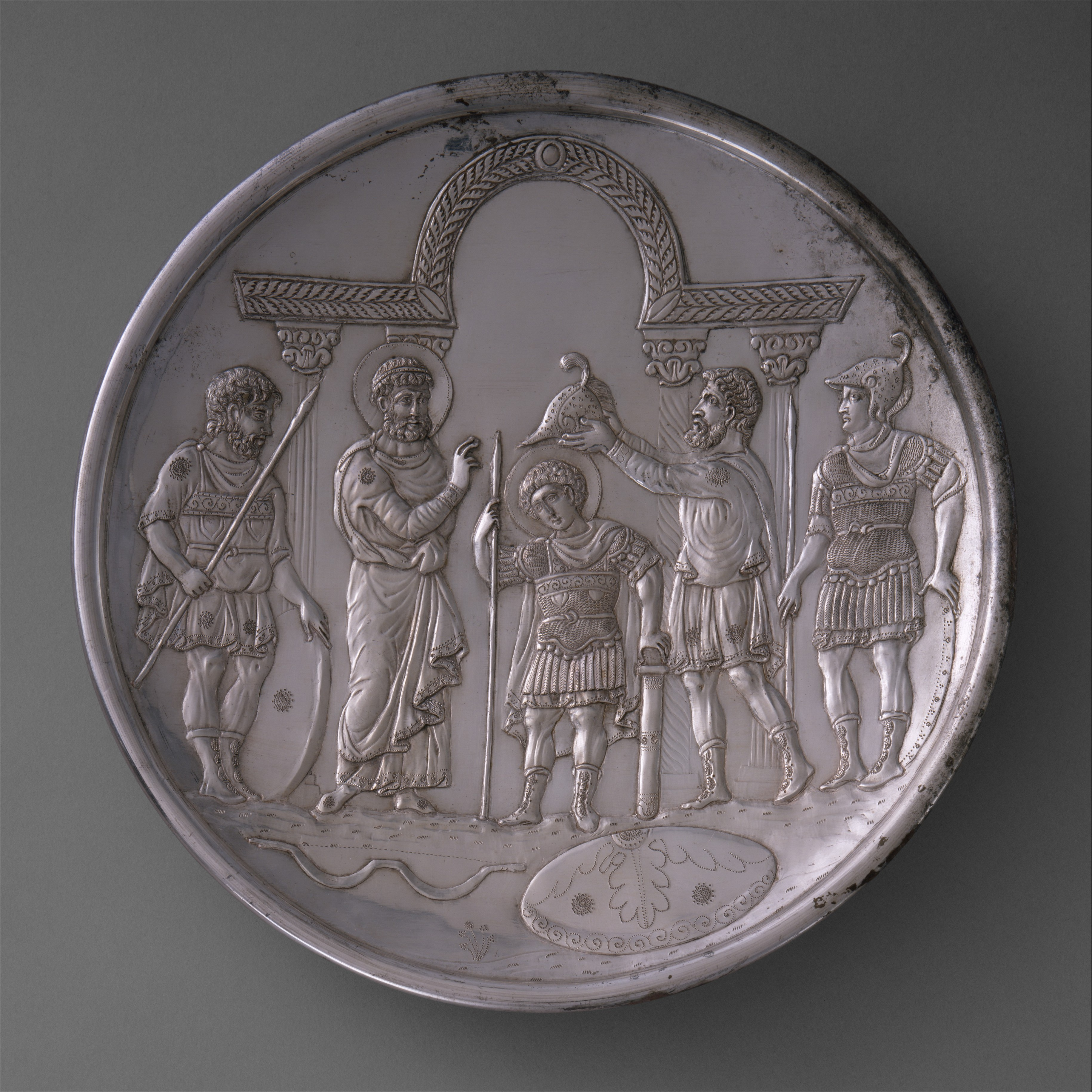
A Dávid király (bizánci stílusú) felvértezését ábrázoló, 629-630 körül készült bizánci ezüsttányér azt sugallja, hogy a császár ugyanúgy Isten által kiválasztott uralkodó, mint amilyen Dávid vagy Saul volt.

## Fordítás
Ez a szócikk részben vagy egészben  a   Byzantine–Sasanian War of 602–628 című angol Wikipédia-szócikk ezen változatának fordításán alapul.  Az eredeti cikk szerkesztőit annak laptörténete sorolja fel. Ez a jelzés csupán a megfogalmazás eredetét és a szerzői jogokat jelzi, nem szolgál a cikkben szereplő információk forrásmegjelöléseként.